# Linia kolejowa Nowogard – Dobra Nowogardzkie
Linia kolejowa Nowogard – Dobra Nowogardzkie - rozebrana linia kolejowa normalnotorowa łącząca 
Nowogard z Dobrą Nowogardzką. 30 sierpnia 1902 roku oddano do użytku odcinek Nowogard - Dobra Nowogardzkie Północ. Odcinek miał jeden tor o rozstawie szyn 1435 mm. 10 maja 1913 roku linię wydłużono do Dobrej Nowogardzkiej. W 1945 nastąpiła fizyczna likwidacja linii. Obecnie czynny jest tylko fragment linii, nowo zbudowany odcinek linii towarowej Nowogard - Nowogard Zakład, gdzie ułożono jeden tor o rozstawie 1435 mm.